# Chariesthes maynei
Chariesthes maynei är en skalbaggsart som beskrevs av Stefan von Breuning 1952. Chariesthes maynei ingår i släktet Chariesthes och familjen långhorningar. Inga underarter finns listade i Catalogue of Life.